# 巴基斯坦国家曲棍球队
巴基斯坦国家曲棍球队由巴基斯坦曲棍球协会管理。巴基斯坦队是世界上最成功的曲棍球队伍，曾经4次赢得曲棍球世界杯冠军，3次夺得曲棍球亚洲杯冠军。他们在奥运会曲棍球赛上获得3枚金牌(1960, 1968, 1984)，3银2铜。在亚运会曲棍球赛上获得过7枚金牌。

## 曲棍球世界杯成绩
- 1971 – 冠军
- 1973 – 第4名
- 1975 – 亚军
- 1978 – 冠军
- 1982 – 冠军
- 1986 – 第11名
- 1990 – 亚军
- 1994 – 冠军
- 1998 – 第6名
- 2002 – 第6名
- 2006 – 第6名

## 曲棍球亚洲杯
- 1982 – 冠军
- 1985 – 冠军
- 1989 – 冠军
- 1994 – 亚军
- 1999 – 亚军
- 2003 – 亚军
- 2007 – 第6名
- 2009 – 亚军